# Stoss (passo)
Lo Stoss è un passo posto tra i cantoni di San Gallo e Appenzello Esterno, scollina a un'altitudine di 942 metri.
Il 17 giugno del 1405 vi si svolse una battaglia (Battaglia dello Stoss) tra 400 soldati di Appenzello e 1200 soldati di Federico IV d'Asburgo. La vittoria dei primi aprì la porta all'indipendenza del Cantone di Appenzello.
Nei pressi del passo è situata la stazione di Stoss AR, sulla ferrovia Altstätten-Gais.